# U-Boot

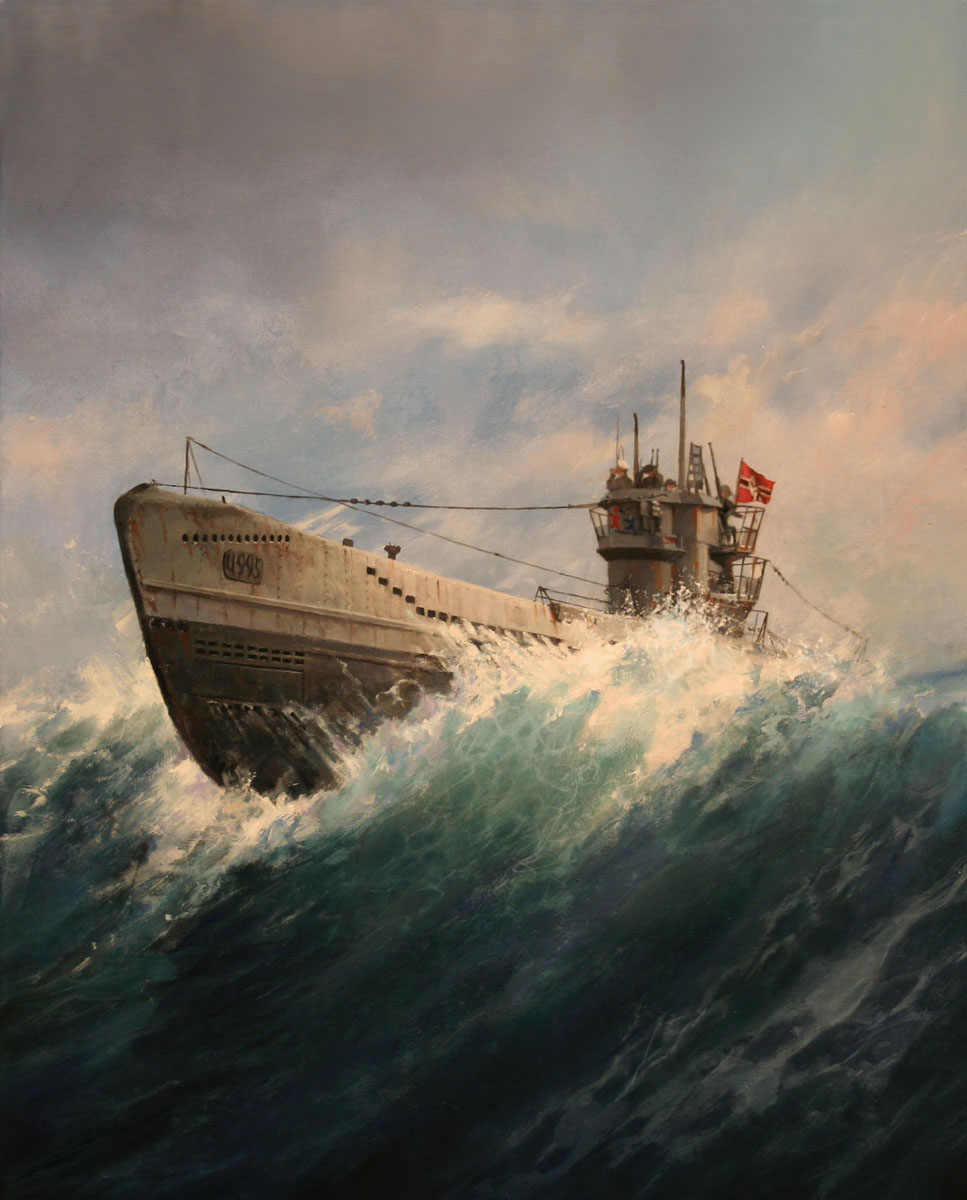
U-Boot, di Augusto Ferrer-Dalmau

U-Boot è il termine tedesco utilizzato per indicare genericamente i sommergibili nato dall'abbreviazione di Unterseeboot, letteralmente "battello sottomarino". Il termine è utilizzato nelle altre lingue per indicare i sommergibili impiegati dalla marina militare tedesca (Kaiserliche Marine e Kriegsmarine) durante la prima e la seconda guerra mondiale.
Talvolta in italiano è erroneamente utilizzata la forma anglicizzata U-Boat.

## Storia
Gli obiettivi delle campagne degli U-Boot, armati di siluri ad aria compressa, in entrambi i conflitti furono i convogli che portavano rifornimenti dagli Stati Uniti e dal Canada in Europa.
Il termine U-Boot, seguito da un numero, esempio U-Boot 47 indica uno specifico vascello, mentre U-Boot Tipo II una determinata classe. Gli unici U-Boot che possono essere considerati veri e propri sottomarini, e non sommergibili, sono quelli che appartengono al Tipo XXI e al Tipo XXIII.
I sottomarini della Deutsche Marine del dopoguerra sono U-Boot e continuano ad avere la denominazione degli U-Boot, ad esempio U-Boot-Klasse 212 A.
16 sommergibili, catturati durante la seconda guerra mondiale, furono poi in servizio nella Kriegsmarine come U-Boot.
Diversi U-Boot tedeschi furono in servizio, nei primi anni seguenti la seconda guerra mondiale, in diverse marine a titolo di riparazioni di guerra.
Il termine U-Boot può indicare nelle altre lingue, diverse dal tedesco, i seguenti tipi di sommergibili:
- i sommergibili tedeschi della Kaiserliche Marine della prima guerra mondiale;
- i sommergibili austro-ungarici della k.u.k. Kriegsmarine della prima guerra mondiale;
- i sommergibili tedeschi della Kriegsmarine della seconda guerra mondiale;
- i sottomarini tedeschi della Bundesmarine del secondo dopoguerra;
- i sottomarini tedeschi della Deutsche Marine dopo la riunificazione tedesca.

## Prima guerra mondiale

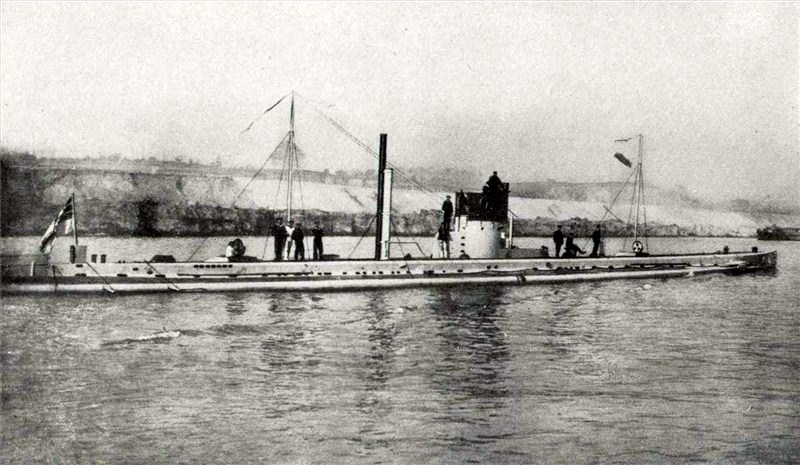
L'U-Boot U-9

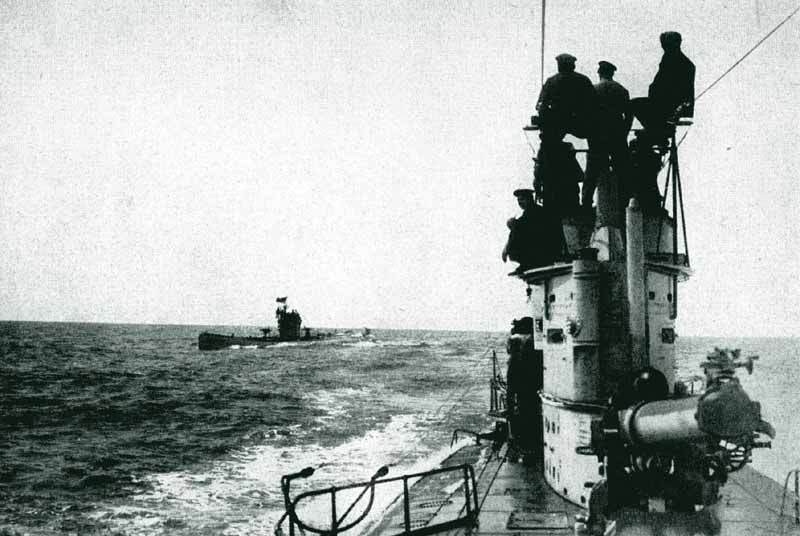
Gli U-Boot U-52 e U-35

Nel maggio del 1915, l'U-20 (U-Boot Tipo U 19) tedesco affondò il transatlantico RMS Lusitania. Delle 1.345 vittime, 127 erano civili americani, tra i quali un noto produttore teatrale e un membro della famiglia Vanderbilt. L'evento fece rivolgere l'opinione pubblica americana contro la Germania e fu uno dei fattori principali dell'entrata in guerra degli Stati Uniti a fianco degli Alleati durante la prima guerra mondiale.
Il 31 gennaio 1917 la Germania dichiarò che i suoi U-Boot si sarebbero impegnati in una guerra sottomarina indiscriminata.
| Classe             | Anno | Numero | Note |
| ------------------ | ---- | ------ | ---- |
| U 1                | 1906 | 1      |      |
| U 2                | 1906 | 1      |      |
| U-Boot Tipo U 3    | 1907 | 2      |      |
| U-Boot Tipo U 5    | 1908 | 4      |      |
| U-Boot Tipo U 9    | 1908 | 4      |      |
| U-Boot Tipo U 13   | 1909 | 3      |      |
| SM U 16            | 1909 | 1      |      |
| U-Boot Tipo U 17   | 1910 | 2      |      |
| U-Boot Tipo U 19   | 1910 | 4      |      |
| U-Boot Tipo U 23   | 1911 | 4      |      |
| U-Boot Tipo U 27   | 1912 | 4      |      |
| U-Boot Tipo U 31   | 1912 | 11     |      |
| U-Boot Tipo U 43   | 1914 | 8      |      |
| U-Boot Tipo U 51   | 1914 | 6      |      |
| U-Boot Tipo U 57   | 1914 | 6      |      |
| U-Boot Tipo U 63   | 1915 | 3      |      |
| U-Boot Tipo U 66   | 1913 | 5      |      |
| U-Boot Tipo U 81   | 1915 | 6      |      |
| U-Boot Tipo U 87   | 1915 | 6      |      |
| U-Boot Tipo U 93   | 1915 | 22     |      |
| U-Boot Tipo U 115  | 1916 | 0      |      |
| U-Boot Tipo U 127  | 1916 | 0      |      |
| U-Boot Tipo U 139  | 1916 | 3      |      |
| U-Boot Tipo U 142  | 1916 | 1      |      |
| U-Boot Tipo U 151  | 1916 | 7      |      |
| U-Boot Tipo UA     | 1912 | 1      |      |
| U-Boot Tipo UB I   | 1914 | 17     |      |
| U-Boot Tipo UB II  | 1915 | 30     |      |
| U-Boot Tipo UB III | 1916 | 95     |      |
| U-Boot Tipo UC I   | 1914 | 15     |      |
| U-Boot Tipo UC II  | 1915 | 64     |      |
| U-Boot Tipo UC III | 1916 | 16     |      |
| U-Boot Tipo UD 1   | 1918 | 0      |      |
| U-Boot Tipo UE I   | 1915 | 10     |      |
| U-Boot Tipo UE II  | 1916 | 9      |      |
| U-Boot Tipo UF     | 1918 | 0      |      |

| U-Boot  | Tipo/Classe    | Note |
| ------- | -------------- | --- |
| SM U-1  | U-Boot Tipo 1  | rottamato nel 1920 |
| SM U-2  | U-Boot Tipo 1  | rottamato nel 1920 |
| SM U-3  | U-Boot Tipo 3  | affondato il 13 agosto 1915 |
| SM U-4  | U-Boot Tipo 3  | rottamato nel 1920 |
| SM U-5  | U-Boot Tipo 5  | rottamato nel 1920 |
| SM U-6  | U-Boot Tipo 5  | abbandonato dell'equipaggio il 13 maggio 1916 |
| SM U-10 | U-Boot Tipo 10 | ceduto dalla Germania nel 1915, precedentemente SM UB-1; danneggiato da mine il 9 luglio 1918, venne poi rottamato a Trieste nel 1918;                           |
| SM U-11 | U-Boot Tipo 10 | ceduto dalla Germania nel 1915, precedentemente SM UB-15; rottamato nel 1920                                                                                     |
| SM U-12 | U-Boot Tipo 5  | affondato il 12 agosto 1916; recuperato dagli italiani e rottamato a fine 1916                                                                                   |
| SM U-14 | U-Boot Tipo 14 | costruito dai francesi come Curie (Q 87), venne catturato nel porto di Pola nel dicembre 1914. Ritornato alla Francia nel 1919, rimase in servizio fino al 1929; |
| SM U-15 | U-Boot Tipo 10 | rottamato nel 1920 |
| SM U-16 | U-Boot Tipo 10 | affondato il 17 ottobre 1916 |
| SM U-17 | U-Boot Tipo 10 | affondato nel 1920 |
| SM U-20 | U-Boot Tipo 20 | affondato nel 1918 dal sommergibile italiano F-13; il relitto fu recuperato nel 1962; la torretta è in mostra a Vienna                                           |
| SM U-21 | U-Boot Tipo 20 | rottamato nel 1920 |
| SM U-22 | U-Boot Tipo 20 | rottamato nel 1920 |
| SM U-23 | U-Boot Tipo 20 | affondato il 21 febbraio 1918 |
| SM U-27 | U-Boot Tipo 27 | rottamato nel 1920 |
| SM U-28 | U-Boot Tipo 27 | rottamato nel 1920 |
| SM U-29 | U-Boot Tipo 27 | rottamato nel 1920 |
| SM U-30 | U-Boot Tipo 27 | scomparso in missione dopo il 31 marzo 1917 |
| SM U-31 | U-Boot Tipo 27 | rottamato nel 1920 |
| SM U-32 | U-Boot Tipo 27 | rottamato nel 1920 |
| SM U-40 | U-Boot Tipo 27 | rottamato nel 1920 |
| SM U-41 | U-Boot Tipo 27 | rottamato nel 1920 |
| SM U-43 | U-Boot Tipo 43 | ceduto dalla Germania nel 1917, precedentemente SM UB-43; rottamato nel 1920                                                                                     |
| SM U-47 | U-Boot Tipo 43 | ceduto dalla Germania nel 1917, precedentemente SM UB-47; rottamato nel 1920                                                                                     |

## Seconda guerra mondiale

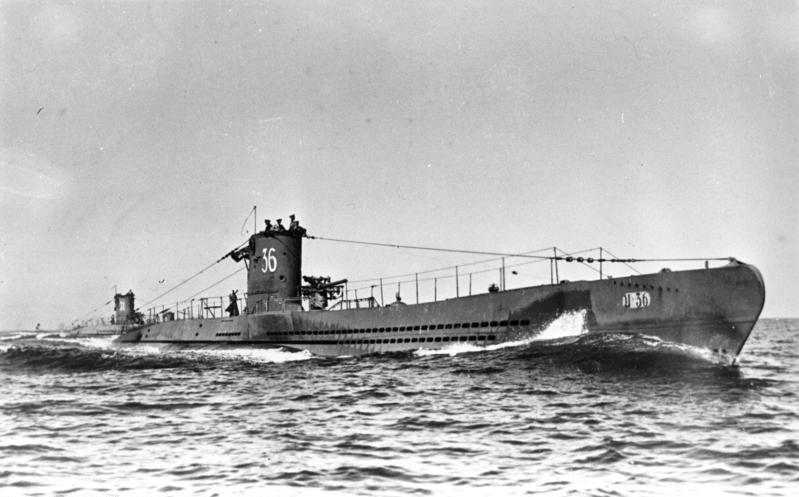
L'U-Boot U-36

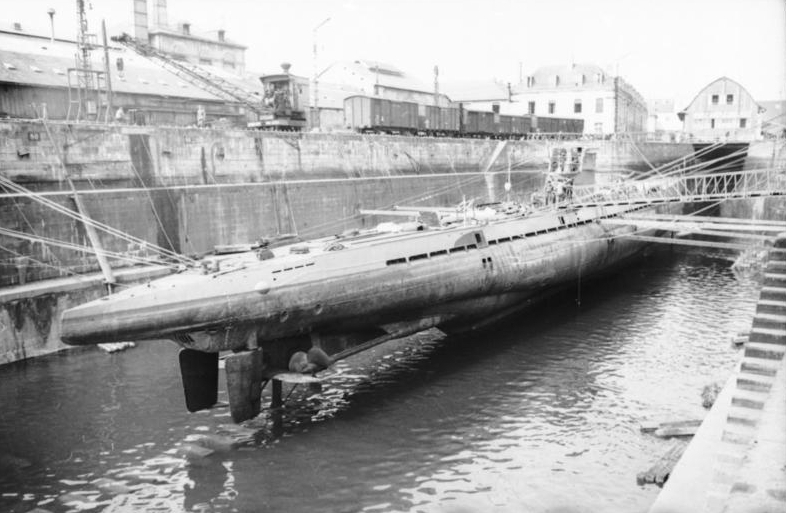
L'U-Boot U-37

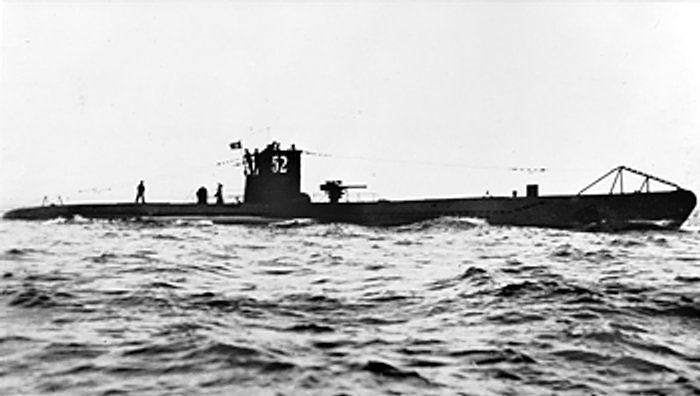
L'U-Boot U-52

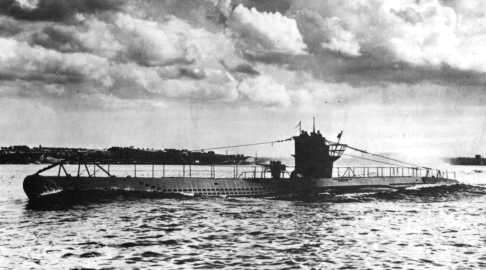
L'U-Boot U-100

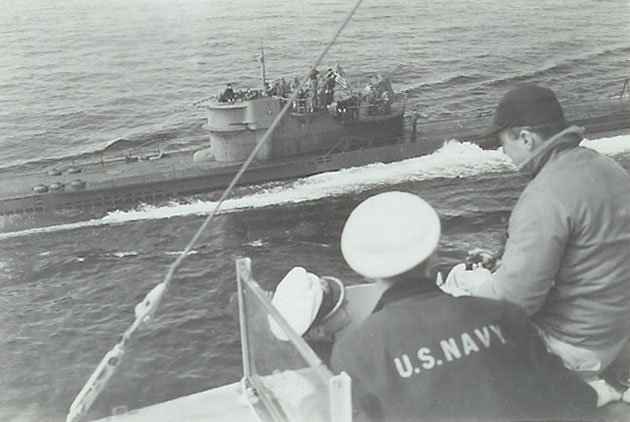
L'U-Boot U-234

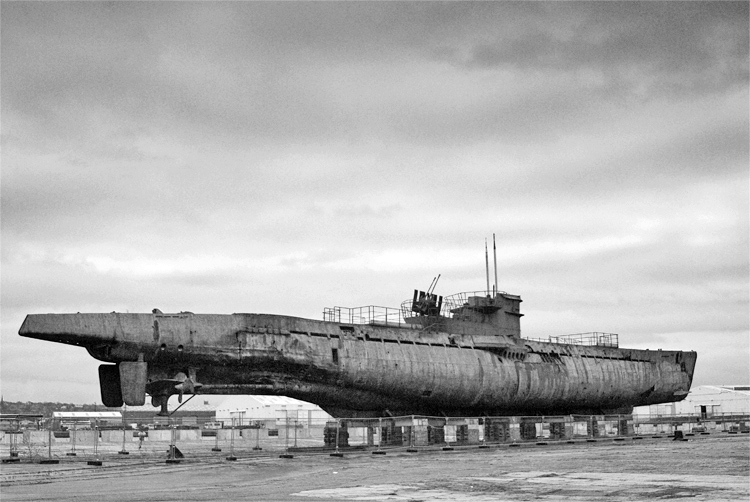
L'U-Boot U-534

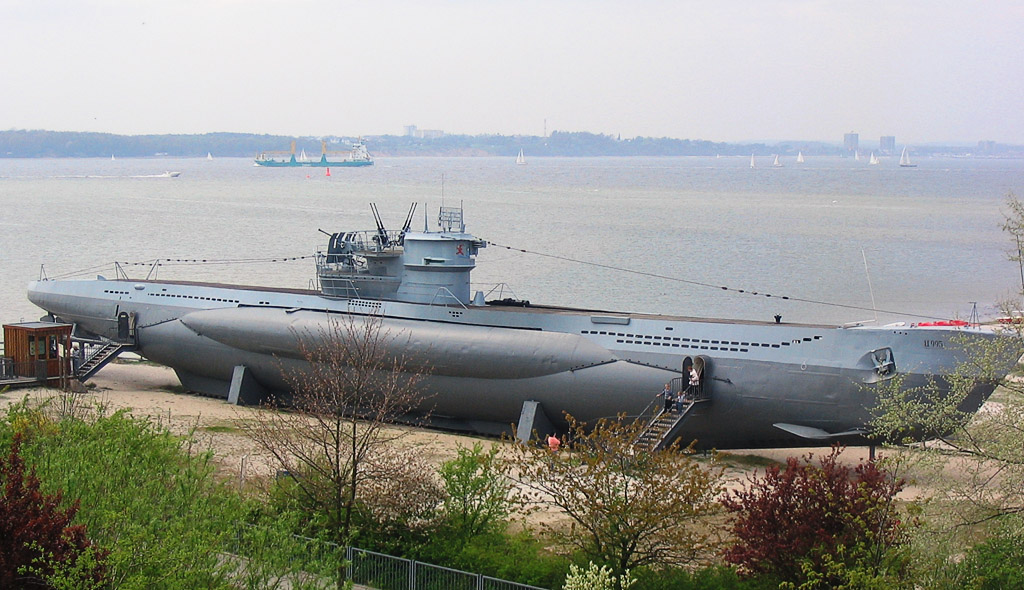
L'U-Boot U-995

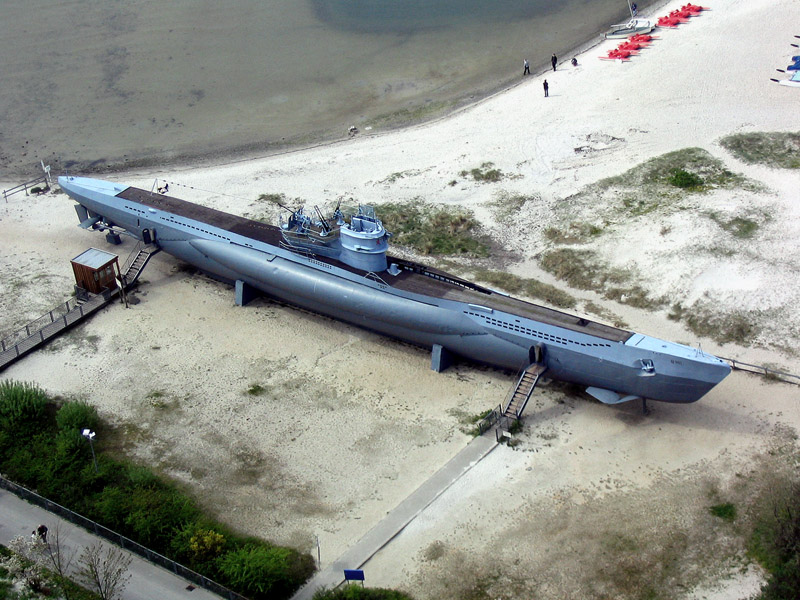
L'U-Boot U-995

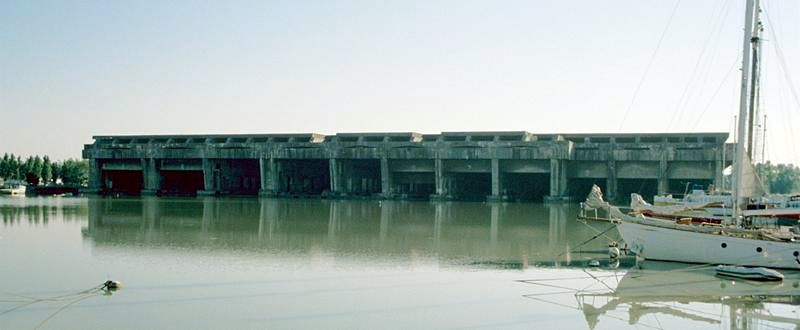
BETASOM, una delle cinque basi di U-Boot in Francia durante la seconda guerra mondiale

Durante la seconda guerra mondiale, gli attacchi degli U-Boot furono la componente principale della battaglia dell'Atlantico Nord orientale, che durò fino al termine della guerra. Durante le prime fasi della guerra e subito dopo l'ingresso degli Stati Uniti, gli U-Boot furono estremamente efficaci nella distruzione dei mercantili alleati. Le migliorie nella tattica dei convogli, il sonar, le bombe di profondità, la decifrazione del Codice Enigma usato dai tedeschi e il raggio d'azione degli aerei di scorta servirono a volgere la sorte contro gli U-Boot. Alla fine la flotta degli U-Boot soffrì perdite estremamente pesanti, perdendo 789 unità (più 3 sommergibili inglesi catturati) su 1 157 (di cui 25 alleate catturate) e circa 30 000 marinai su un totale di 50 000. Inoltre la Germania possedeva 700 piccolissimi sommergibili. Va ricordato l'aiuto dei sommergibili italiani, che aiutarono con 32 unità e 109 navi affondate l'alleato tedesco. Gli U-Boot tedeschi e i sommergibili giapponesi e italiani affondarono in tutto 2828 navi alleate, per un totale di circa 15 milioni di tonnellate. Tra il 1939 e il 1942 gli U-Boot affondarono pressoché indisturbati varie navi da carico transitanti lungo la costa orientale americana, causando ingenti danni. Quando gli inglesi trovarono il modo di decifrare Enigma e gli alleati riuscirono a prevedere anche i movimenti degli U-Boot, i tedeschi non interruppero il loro impiego in Atlantico.
Durante la seconda guerra mondiale, la Kriegsmarine (la Marina Militare Tedesca) produsse diversi tipi di U-Boot, man mano che la tecnologia migliorava.

### Classi di U-Boot tedeschi
| Classe            | Tipo                | Anno | Numero             | Note                                                                            |
| ----------------- | ------------------- | ---- | ------------------ | ------------------------------------------------------------------------------- |
| U-Boot Tipo I     | U-Boot Tipo IA      | 1934 | 2                  |                                                                                 |
| U-Boot Tipo II    | U-Boot Tipo IIA     | 1935 | 6                  |                                                                                 |
| U-Boot Tipo II    | U-Boot Tipo IIB     | 1934 | 20                 |                                                                                 |
| U-Boot Tipo II    | U-Boot Tipo IIC     | 1937 | 8                  |                                                                                 |
| U-Boot Tipo II    | U-Boot Tipo IID     | 1939 | 16                 |                                                                                 |
| U-Boot Tipo V     | U-Boot Tipo V       | 1940 | 1                  | Questo U-boot è anche conosciuto come V-80 (AIP).                               |
| U-Boot Tipo VII   | U-Boot Tipo VIIA    | 1935 | 10                 |                                                                                 |
| U-Boot Tipo VII   | U-Boot Tipo VIIB    | 1936 | 24                 |                                                                                 |
| U-Boot Tipo VII   | U-Boot Tipo VIIC    | 1938 | 568                |                                                                                 |
| U-Boot Tipo VII   | U-Boot Tipo VIIC/41 | 1941 | 91                 |                                                                                 |
| U-Boot Tipo VII   | U-Boot Tipo VIIC/42 | 1942 | 0                  |                                                                                 |
| U-Boot Tipo VII   | U-Boot Tipo VIID    | 1940 | 6                  | Progettato per essere utilizzato come posamine.                                 |
| U-Boot Tipo VII   | U-Boot Tipo VIIF    | 1941 | 4                  | Progettato per essere utilizzato come trasporto siluro.                         |
| U-Boot Tipo IX    | U-Boot Tipo IX      | 1936 | 8                  |                                                                                 |
| U-Boot Tipo IX    | U-Boot Tipo IXB     | 1937 | 14                 |                                                                                 |
| U-Boot Tipo IX    | U-Boot Tipo IXC     | 1939 | 54                 |                                                                                 |
| U-Boot Tipo IX    | U-Boot Tipo IXC/40  | 1940 | 87                 |                                                                                 |
| U-Boot Tipo IX    | U-Boot Tipo IXD1    | 1940 | 2                  | Progettato per missioni a largo raggio.                                         |
| U-Boot Tipo IX    | U-Boot Tipo IXD2    | 1940 | 28                 |                                                                                 |
| U-Boot Tipo IX    | U-Boot Tipo IXD/42  | 1942 | 2 (+ 4 cancellati) | Non è mai entrato in servizio nella seconda guerra mondiale.                    |
| U-Boot Tipo X     | U-Boot Tipo XB      | 1939 | 8                  | Progettato per essere utilizzato come posamine.                                 |
| U-Boot Tipo XI    | U-Boot Tipo XI      | 1937 | 0                  | Non ordinato.                                                                   |
| U-Boot Tipo XIV   | U-Boot Tipo XIV     | 1940 | 10                 | Concepito per risolvere il problema del rifornimento degli U-Boot in alto mare. |
| U-Boot Tipo XVII  | U-Boot Tipo XVIIA   | 1942 | 4                  |                                                                                 |
| U-Boot Tipo XVII  | U-Boot Tipo XVIIB   | 1943 | 3                  |                                                                                 |
| U-Boot Tipo XVIII | U-Boot Tipo XVIII   | 1943 | 0                  | Prototipi; non divennero mai operativi.                                         |
| U-Boot Tipo XXI   | U-Boot Tipo XXI     | 1943 | 118                |                                                                                 |
| U-Boot Tipo XXIII | U-Boot Tipo XXIII   | 1943 | 61                 |                                                                                 |

 Marina imperiale giapponese
Sommergibili della Kriegsmarine catturati dai giapponesi dopo la resa tedesca ed entrati in servizio nella Marina imperiale giapponese:
- U-Boot Tipo IX (2) ex U-511 ed ex U-862
- U-Boot Tipo X (1) ex U-219

### Flottiglie di U-Boot tedeschi
| Nome                       | Tipo                        | Base               |
| -------------------------- | --------------------------- | ------------------ |
| 1. Unterseebootsflottille  | Combattimento               | Brest              |
| 2. Unterseebootsflottille  | Combattimento               | Lorient            |
| 3. Unterseebootsflottille  | Combattimento               | La Rochelle        |
| 4. Unterseebootsflottille  | Addestramento               | Stettino           |
| 5. Unterseebootsflottille  | Addestramento               | Kiel               |
| 6. Unterseebootsflottille  | Combattimento               | Saint-Nazaire      |
| 7. Unterseebootsflottille  | Combattimento               | Saint-Nazaire      |
| 8. Unterseebootsflottille  | Addestramento               | Danzica            |
| 9. Unterseebootsflottille  | Combattimento               | Brest              |
| 10. Unterseebootsflottille | Combattimento               | Lorient            |
| 11. Unterseebootsflottille | Combattimento               | Bergen             |
| 12. Unterseebootsflottille | Combattimento               | Bordeaux           |
| 13. Unterseebootsflottille | Combattimento               | Trondheim          |
| 14. Unterseebootsflottille | Combattimento               | Narvik             |
| 18. Unterseebootsflottille | Addestramento               | Hel                |
| 19. Unterseebootsflottille | Addestramento               | Pillau             |
| 20. Unterseebootsflottille | Addestramento               | Pillau             |
| 21. Unterseebootsflottille | Addestramento               | Pillau             |
| 22. Unterseebootsflottille | Addestramento               | Gotenhafen         |
| 23. Unterseebootsflottille | Combattimento/Addestramento | Salamina / Danzica |
| 24. Unterseebootsflottille | Addestramento               | Memel              |
| 25. Unterseebootsflottille | Addestramento               | Libau              |
| 26. Unterseebootsflottille | Addestramento               | Pillau             |
| 27. Unterseebootsflottille | Addestramento               | Gotenhafen         |
| 29. Unterseebootsflottille | Combattimento               | La Spezia          |
| 30. Unterseebootsflottille | Combattimento               | Costanza           |
| 31. Unterseebootsflottille | Addestramento               | Amburgo            |
| 32. Unterseebootsflottille | Addestramento               | Königsberg         |
| 33. Unterseebootsflottille | Combattimento               | Flensburgo         |

## Dopoguerra

### Germania

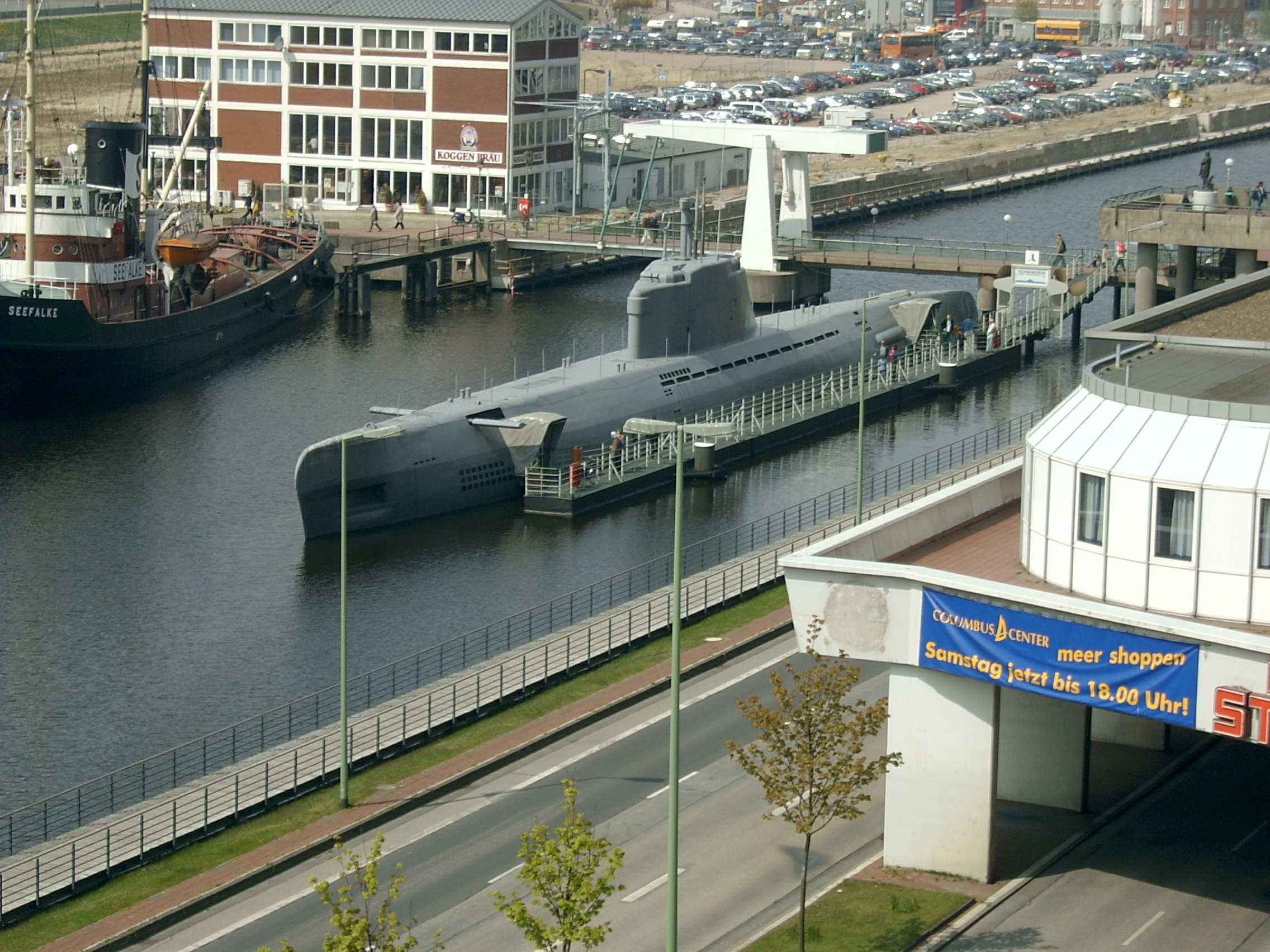
L'U-Boot U-2540

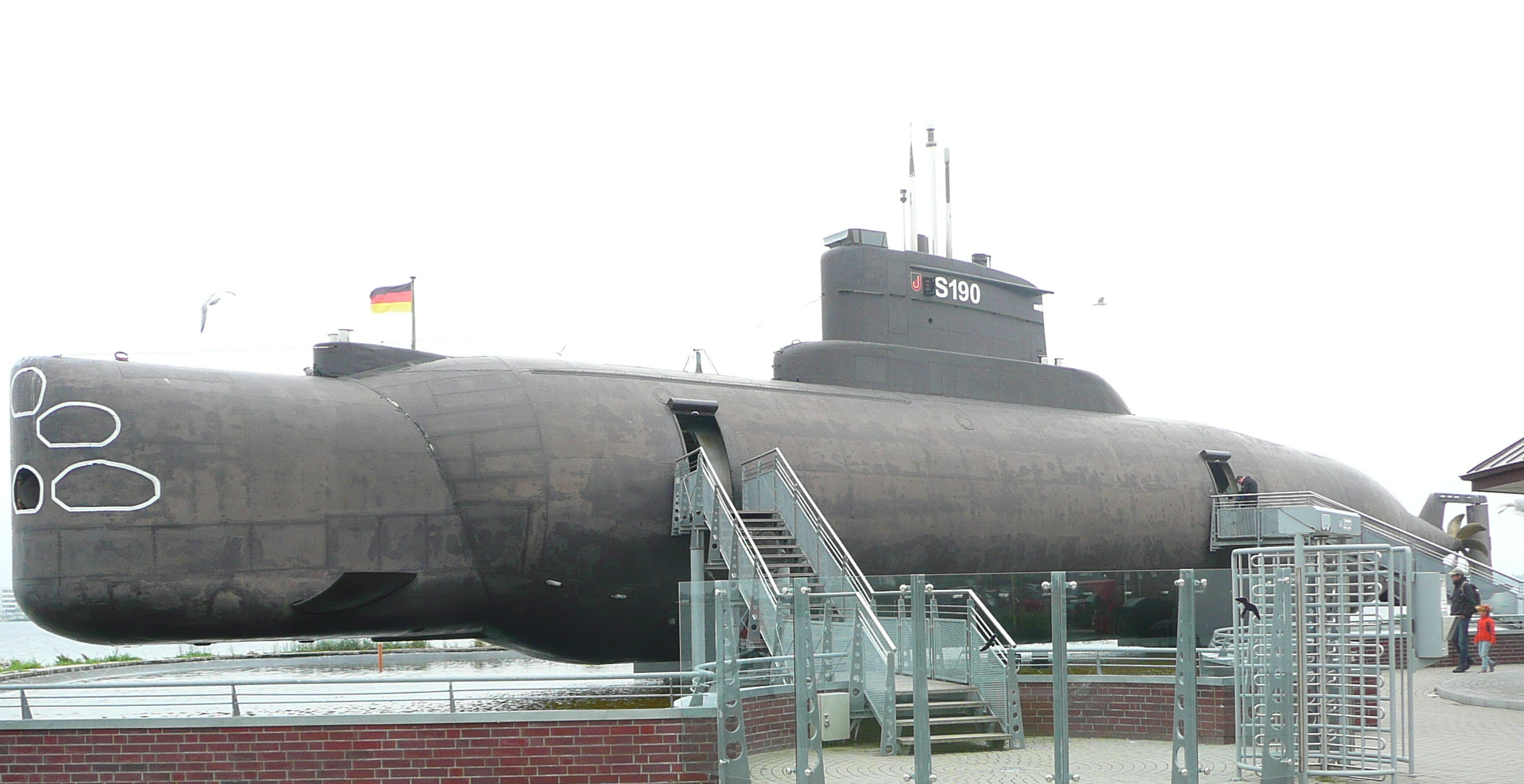
L'U-Boot U-11 (S190) della Classe U-205

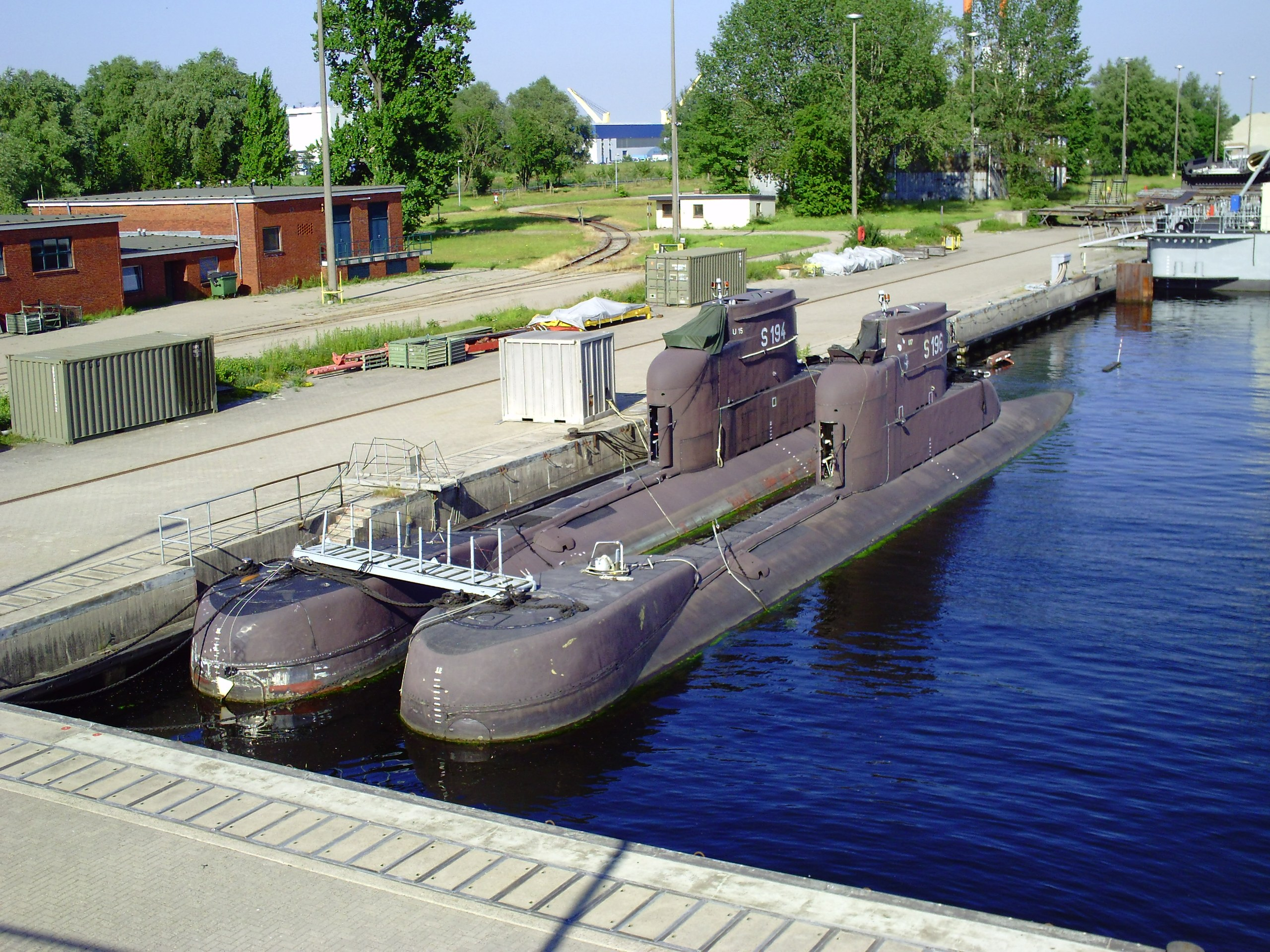
Gli U-Boot U-15 (S194) e U-17 (S196) della Classe U-206

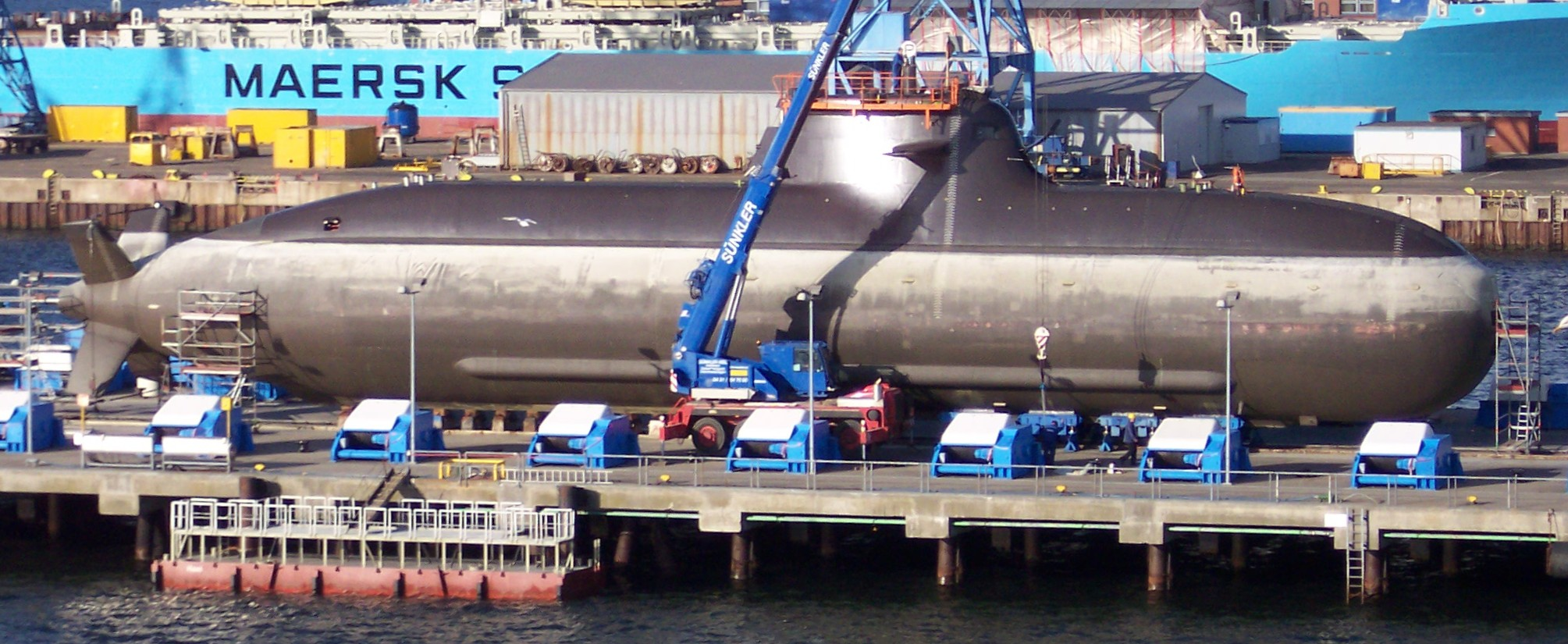
L'U-Boot U-31 (S181) della Classe U-212

La Bundesmarine, del dopoguerra (1956-1990), e la Deutsche Marine, dopo la riunificazione tedesca (dal 1990), hanno continuato a usare la nomenclatura utilizzata in precedenza per gli U-Boot, ma riprendendo la numerazione da capo e aggiungendo il pennant number.
Lista di U-Boot della  Bundesmarine e  Deutsche Marine :
Classe 240 / U-Boot Tipo XXIII (2)
- Hai (S170) (ex U-2365)
- Hecht (S171) (ex U-2367)

Classe 241 / U-Boot Tipo XXI (1)
- Wilhelm Bauer (Y880) (ex U-2540)

Classe U-201 (3)
- U-1 (S180) (ricostruito come classe U-205)
- U-2 (S181) (ricostruito come classe U-205)
- U-3 (S182)

Classe U-202 (2)
- Hans Techel (S172) (mini sommergibile)
- Friedrich Schürer (S173) (mini sommergibile)

Classe U-205 (11)
- U-1 (S180) (ricostruito dalla classe U-201)
- U-2 (S181) (ricostruito dalla classe U-201)
- U-4 (S183)
- U-5 (S184)
- U-6 (S185)
- U-7 (S186)
- U-8 (S187)
- U-9 (S188)
- U-10 (S189)
- U-11 (S190)
- U-12 (S191)

Classe U-206 (18)
- U-13 (S192)
- U-14 (S193)
- U-15 (S194)
- U-16 (S195)
- U-17 (S196)
- U-18 (S197)
- U-19 (S198)
- U-20 (S199)
- U-21 (S170)
- U-22 (S171)
- U-23 (S172)
- U-24 (S173)
- U-25 (S174)
- U-25 (S175)
- U-27 (S176)
- U-28 (S177)
- U-29 (S178)
- U-30 (S179)

Classe 740 / Narwal (1)
- Narwal (Y883)

Classe U-212 (6)
- U-31 (S181)
- U-32 (S182)
- U-33 (S183)
- U-34 (S184)
- U-35 (S185)
- U-36 (S186)

### Altre nazioni
Sei nazioni ottennero degli U-Boot della Kriegsmarine a titolo di riparazioni di guerra:
 Armada Española
- U-Boot Tipo VII (1)

 Marine nationale
- U-Boot Tipo VII (2)
- U-Boot Tipo IX (2)
- U-Boot Tipo XXI (1)

 Royal Navy
- U-Boot Tipo VII (1)
- U-Boot Tipo XVII (1)
- U-Boot Tipo XXI (1)

 Kongelige Norske Sjøforsvaret
- U-Boot Tipo VII (3)

 Voenno-morskoj flot
- U-Boot Tipo II (3)
- U-Boot Tipo VII (4)
- U-Boot Tipo IX (1)
- U-Boot Tipo XXI (4)

 U.S. Navy
- U-Boot Tipo XVII (1)
- U-Boot Tipo XXI (2)